# Жимі (гора)
Жимі (англ. Mount Gimie) — найвища гора на острові Сент-Люсія. Вона розташована в районі Канаріс на заході острова, висота — 950 м. На схилах гори росте густий тропічний ліс. Жимі сформувалася внаслідок інтенсивної вулканічної діяльності приблизно 200-300 тисяч років тому.
На захід від Жимі розташовані скелі Грос-Пітон і Петіт-Пітон, які є об'єктами Світової спадщини ЮНЕСКО з 2004 року.